# Јоховац (Добој)
Јоховац је насељено мјесто у граду Добој, Република Српска, БиХ. Према попису становништва из 2013. године, у насељу је живјело 173 становник.

## Становништво
| Националност       | 1991.          | 1981.          | 1971.          |
| Хрвати             | 1.339 (90,04%) | 1.355 (89,67%) | 1.382 (92,01%) |
| Срби               | 71 (4,77%)     | 48 (3,17%)     | 75 (4,99%)     |
| Муслимани          | 5 (0,33%)      | 3 (0,20%)      | 12 (0,79%)     |
| Југословени        | 50 (3,36%)     | 71 (4,70%)     | 20 (1,33%)     |
| остали и непознато | 22 (1,48%)     | 34 (2,25%)     | 13 (0,86%)     |
| Укупно             | 1.487          | 1.511          | 1.502          |

| Демографија | Демографија | Демографија |
| Година      | Становника  | Становника  |
| ----------- | ----------- | ----------- |
| 1948.       | 1.228       |             |
| 1953.       | 1.310       |             |
| 1961.       | 1.350       |             |
| 1971.       | 1.502       |             |
| 1981.       | 1.511       |             |
| 1991.       | 1.485       |             |